# Guacamai glauc
El guacamai glauc (Anodorhynchus glaucus) és un ocell potser extint, de la família dels psitàcids que habitava zones boscoses, freqüentment de palmeres a es terres baixes del Paraguai, nord-oest d'Uruguai i zones limítrofes del Brasil i l'Argentina.